# Radka Vodičková

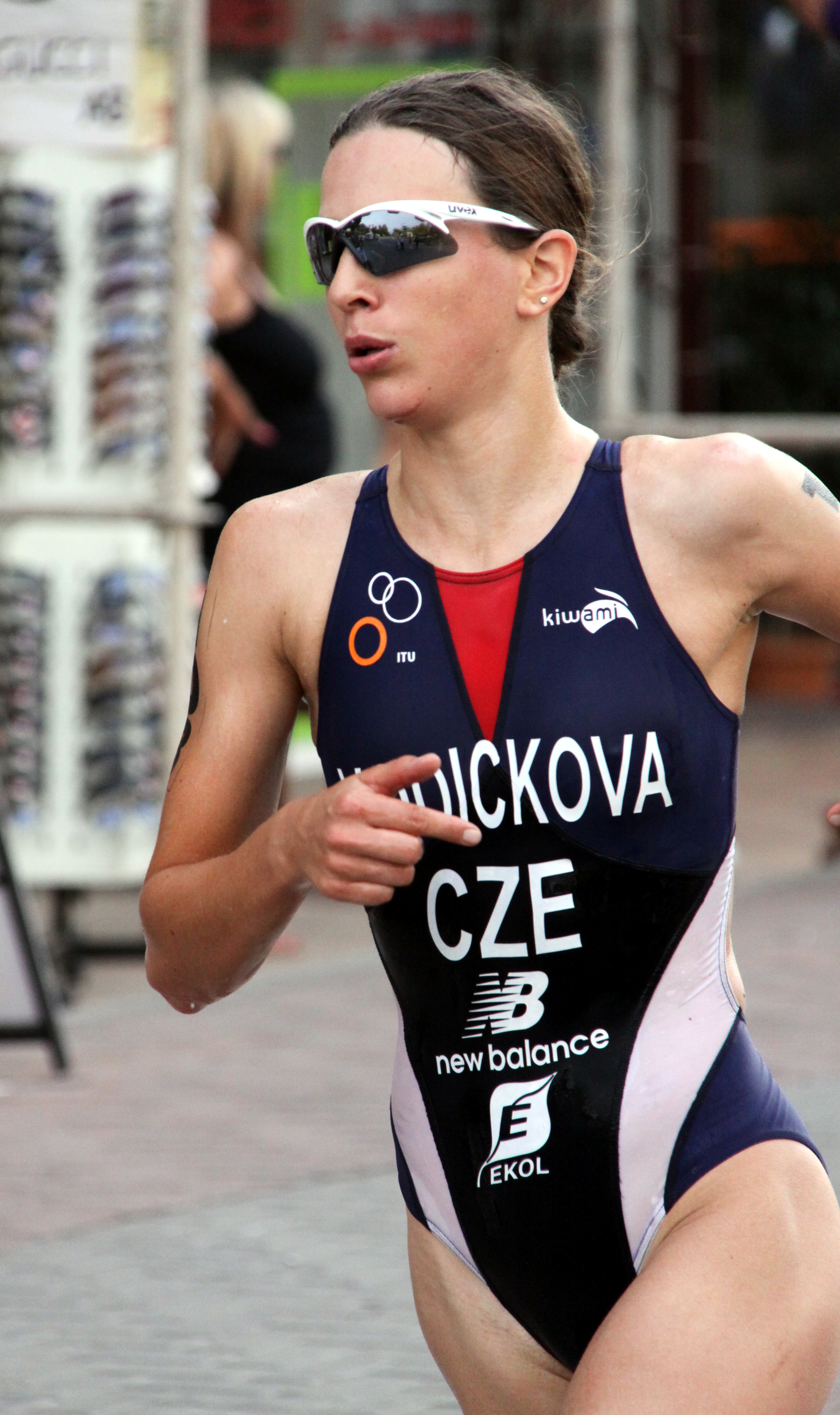
Radka Vodičková, Alanya 2009.

Radka Vodičková (* 7. listopadu 1984 Jablonec nad Nisou) je česká triatlonistka a duatlonistka. V roce 2008 se v řeckém Serresu stala mistryní Evropy v duatlonu. V tomtéž roce obsadila na mistrovství Evropy v triatlonu 6. místo.
Vystudovala Fakultu sportovních studií Masarykovy univerzity, bakalářský titul získala v roce 2009, magisterský v roce 2013.